# Aïn Oussara
Aïn Oussara (în arabă عين وسارة) este o comună din provincia Djelfa, Algeria.
Populația comunei este de 101.239 locuitori (2008).